# Грюндау
Грюндау (нім. Gründau) — сільська громада в Німеччині, знаходиться в землі Гессен. Підпорядковується адміністративному округу Дармштадт. Входить до складу району Майн-Кінціг.
Площа — 67,64 км2. Населення становить 14 659 ос. (станом на 31 грудня 2020).

## Географії

### Адміністративний поділ
Громада  складається з 7 районів:
- Ліблос
- Ротенберген
- Нідергрюндау
- Міттель-Грюндау
- Гайн-Грюндау
- Брайтенборн
- Геттенбах